# Carebara polyphemus
Carebara polyphemus (лат.) — вид очень мелких муравьёв рода Carebara из подсемейства Myrmicinae (Formicidae). Эндемик Китая.

## Описание
Мелкие муравьи желтоватого цвета. От близких видов (например, от Carebara bihornata) отличается следующими признаками: затылочные выступы-рога не соединены развитым поперечным килем, промезонотум сильно выпуклый, затылок без поперечных бороздок, дорзум головы прямой. Длина тела солдат 3,0—3,5 мм. Проподеум округлый, без выступающих зубцов. Усики солдат и рабочих 9-члениковые с 2-члениковой булавой. Скапус короткий.  Нижнечелюстные щупики состоят из 2 члеников, нижнегубные из 2. Имеют диморфичную касту рабочих с мелкими рабочими и крупными солдатами. Стебелёк между грудкой и брюшком состоит из двух члеников: петиолюса и постпетиолюса (последний четко отделен от брюшка), жало развито, куколки голые (без кокона).

## Систематика
Вид был описан в 1928 году по материалам из Китая американским мирмекологом профессором Уильямом Уилером, под первоначальным названием Oligomyrmex polyphemus  (Wheeler, W.M., 1928). Валидный статус подтверждён в 2003 году в ходе ревизии местной мирмекофауны китайским энтомологом профессором Ж. Сю (Zhenghui Xu).  Относят к трибе Solenopsidini.